# 12539 Chaikin
12539 Chaikin este un asteroid din centura principală de asteroizi.

## Descriere
12539 Chaikin este un asteroid din centura principală de asteroizi. A fost descoperit pe 16 iulie 1998 la Kitt Peak National Observatory în cadrul proiectului Spacewatch. El prezintă o orbită caracterizată de o semiaxă mare de 2,74 ua, o excentricitate de 0,06 și o înclinație de 3,7° în raport cu ecliptica.